# Esad Paixà
Esad Paşa Toptani (1863-1920) fou un militar otomà. La família Toptani va donar suport a la revolució dels Joves Turcs el 1908 i Esad va entrar al parlament, i després s'oposà a les pretensions turques sobre Albània.
A la Primera Guerra Balcànica no va poder resistir amb les forces otomanes sota el seu comandament a Shkodër i va entregar la ciutat als montenegrins (1913) però quan aquests es van retirar, i sabent que les potències optaven per la independència d'Albània, va formar un govern provisional a Tirana. Finalment va acceptar dissoldre el govern i sotmetre's al govern format per les potencies (gener del 1914).
Va acceptar al príncep Guillem de Wied però al mancar aquest del suport financer que li havien promès Itàlia, Alemanya i altres estats, va obtenir el suport de Sèrbia i la benevolència d'Itàlia i es va revoltar, reclamant el restabliment de l'estatut autònom per Albània sota sobirania de Turquia, posició que va evolucionar cap a l'acceptació de la independència però amb un govern musulmà.
S'erigí en president del govern provisional (1914-16) fins que fou derrotat pels austrohongaresos que van ocupar el nord i centre d'Albània i a principis de 1916 va fugir a Grècia d'on va passar a Itàlia. Va formar un govern a l'exili amb suport de Sèrbia, que no va obtenir suport i se'n va anar a França.
Allí, acabada la guerra, va representar a Albània a la conferència de pau de Versalles i va suggerir que l'assemblea nacional albanesa (on tenia majoria) el proclamés a ell mateix com rei, sense èxit. Morí assassinat a París pel seu rival Avni Rustem quan planejava tornar a Albània per a ser proclamat rei.